# Naczynia przodujące
Naczynia przodujące (vasa previa)– stan, w którym naczynia płodu biegną w pobliżu lub nad wewnętrznym ujściem kanału szyjki macicy. Naczynia biegną w błonach płodowych (nie należą ani do sznura pępowinowego ani do łożyska) i mogą ulec rozerwaniu w momencie pęknięcia podtrzymujących je błon płodowych.
Naczynia przodujące mogą występować w przypadku błoniastego przyczepu pępowiny, istnienia dodatkowego płata łożyska (biegnąc od płata dodatkowego do głównej masy łożyska). Innymi czynnikami ryzyka jest ciąża wielopłodowa, stan po zapłodnieniu pozaustrojowym.
Naczynia przodujące należą do krążenia płodowego i w razie ich przerwania dochodzi do skrwawiania się płodu. W przypadku nierozpoznanych naczyń przodujących i rozpoczęcia porodu (lub przedwczesnego pęknięcia błon płodowych) dochodzi do zgonu płodu.
Diagnozę rzadko stawia się przed porodem. Metodą potwierdzającą istnienie naczyń przodujących jest badanie usg głowicą dopochwową z wykorzystaniem funkcji color- Doppler.